# Koivujärvi (sjö i Birkaland)
Koivujärvi är en sjö i Finland. Den ligger i kommunen Mänttä-Filpula i landskapet Birkaland, i den södra delen av landet, 230 km norr om huvudstaden Helsingfors. Koivujärvi ligger 121,4 meter över havet. Den ligger vid sjön Kangasjärvi. I omgivningarna runt Koivujärvi växer i huvudsak blandskog. Arean är 69,8 hektar och strandlinjen är 7,31 kilometer lång. Sjön  ingår i Kumo älvs huvudavrinningsområde. 